# Cisticola lateralis
El cistícola silbador (Cisticola lateralis) es una especie de ave paseriforme de la familia Cisticolidae propia de África occidental y central.

## Distribución
Se encuentra en Angola, Benín, Burundi, Camerún, Costa de Marfil, Gabón, Gambia, Ghana, Guinea, Guinea-Bissau, Kenia, Liberia, Mali, Nigeria, República Centroafricana, República del Congo, República Democrática del Congo, Senegal, Sierra Leona, Sudán, Togo, Uganda y Zambia.
Su hábitat natural son los bosques tropicales y las sabanas.